# Kreis Grimma
Der Kreis Grimma war ein Landkreis im Bezirk Leipzig der DDR. Von 1990 bis 1994 bestand er als Landkreis Grimma im Freistaat Sachsen fort. Sein Gebiet liegt heute im Landkreis Leipzig. Der Sitz der Kreisverwaltung befand sich in Grimma.

## Geographie

### Lage
Der Kreis erstreckte sich beiderseits der nach Norden fließenden Mulde. Im Süden des Kreises begann mit den Burgen in Colditz, Rochlitz, Wechselburg, Rochsburg, Penig und Waldenburg das »Tal der Burgen«.

### Nachbarkreise
Der Kreis Grimma grenzte im Uhrzeigersinn im Norden beginnend an die Kreise Wurzen, Oschatz, Döbeln, Rochlitz, Geithain, Borna und Leipzig-Land.

### Naturraum
Das Land an der mittleren Mulde lag im Mittelsächsischen Berg- und Hügelland. Die flachwellige Landschaft stieg allmählich von 150 m Höhe im Norden auf 200 m im Süden an. Bei Sermuth nördlich von Colditz vereinigten sich Freiberger und die Zwickauer Mulde. Auf lehmigen Sandböden und sandigen Lößböden wurde dort, wo der Sandanteil gering war, Ackerbau betrieben; im Südlichen Kreis überwogen Nadelwälder der Forste Glasten und Colditz sowie der Thümmlitzwald.

Im Raum Mutzschen reichte der Landkreis in die durch kleine Täler und Dellen stark gegliederte Lößplatte der Lommatzscher Pflege hinein. Hier war das Land waldfrei. Im Nordkreis überragten im Grimmaer Hügelland bewaldete Kuppen den sandigen Lößboden, so der Linden-Berg (207 m) westlich von Grimma. Steinbrüche und Kiesgruben lieferten Baumaterial. Vom Großsteinberg stammten die Steine, die zum Bau der Pleißenburg in Leipzig verwendet wurden. Aus Beuchaer Granit wurde das Völkerschlachtdenkmal in Leipzig errichtet. Im Kreisgebiet liegen die Landschaftsschutzgebiete Naunhofer Forst, Großsteinberg-Ammelshain und Colditzer Forst.

## Geschichte
Bereits 1874 war im Königreich Sachsen die Amtshauptmannschaft Grimma eingerichtet worden, die 1939 in Landkreis Grimma umbenannt wurde. Der Landkreis Grimma gehörte nach 1945 zum Land Sachsen und somit seit 1949 zur DDR.
Durch das Gesetz über die weitere Demokratisierung des Aufbaus und der Arbeitsweise der staatlichen Organe in den Länder in der Deutschen Demokratischen Republik vom 23. Juli 1952 kam es in den noch bestehenden fünf Ländern der DDR zu einer umfangreichen Kreisreform. So wurden am 25. Juli 1952 die Länder aufgelöst und 14 Bezirke eingerichtet. Hierbei wurden traditionelle Kreise aufgelöst oder in kleinere Kreise gegliedert, wobei es auch über die Grenzen der ehemaligen 5 Länder hinweg zu Gebietsänderungen kam. Der neue Kreis Grimma wurde dem Bezirk Leipzig zugeordnet, Kreissitz wurde die Stadt Grimma.
Der alte Landkreis Grimma gab 45 seiner 105 Gemeinden ab:
- 2 Gemeinden an den neuen Kreis Döbeln:

Bockwitz und Wetteritz;
- 4 Gemeinden an den neuen Kreis Leipzig-Land:

Borsdorf, Kleinpösna, Seifertshain und Zweenfurth;
- 3 Gemeinden an den neuen Kreis Oschatz:

Börln, Bortewitz und Frauwalde;
- 36 Gemeinden an den neuen Kreis Wurzen:

Altenbach, Böhlitz b. Wurzen, Brandis, Beucha, Burkartshain, Dögnitz, Dornreichenbach, Falkenhain, Gerichshain, Großzschepa, Heyda, Hohburg, Kleinzschepa, Körlitz, Kühnitzsch, Kühren, Lossa, Lübschütz, Lüptitz, Machern, Meltewitz, Müglenz, Nemt, Nepperwitz, Nitzschka, Pausitz, Plagwitz, Polenz, Püchau, Pyrna, Röcknitz, Sachsendorf, Thallwitz, Thammenhain, Voigtshain und Wurzen.
- 60 Gemeinden des alten Landkreises Grimma verbleiben im neuen Kreis Grimma:

Albrechtshain, Altenhain, Ammelshain, Bahren, Ballendorf, Beiersdorf, Belgershain, Bernbruch, Bröhsen, Cannewitz, Colditz, Collmen, Commichau, Döben, Dorna, Etzoldshain, Förstgen, Fremdiswalde, Fuchshain, Glasten, Golzern, Göttwitz, Grechwitz, Grethen, Grimma, Großbardau, Großbothen, Großbuch, Großsteinberg, Grottewitz, Höfgen, Hohnbach, Kleinbardau, Klinga, Köhra, Kössern, Lauterbach, Leisenau, Mutzschen, Naunhof, Neichen, Nerchau, Neunitz, Otterwisch, Pöhsig, Pomßen, Prösitz, Ragewitz, Roda, Rohrbach, Schkortitz, Schönbach, Seelingstädt, Sermuth, Tanndorf, Thierbaum, Threna, Trebsen, Wagelwitz und Zschadraß.
Ergänzt durch 6 Gemeinden aus dem Landkreis Döbeln:
Böhlen, Dürrweitzschen b. Leisnig, Kuckeland, Leipnitz, Motterwitz und Zschoppach
wurde so der neue Kreis Grimma (66 Gemeinden) gebildet.
Durch Umgliederungen über Kreisgrenzen hinweg und Gemeindegebietsveränderungen sank die Zahl der Gemeinden bis zur Auflösung des Kreises Ende Juli 1994 auf 18.
- 1. Januar 1954 Umgliederung von Bockwitz aus dem Kreis Döbeln in den Kreis Grimma
- 1. Januar 1957 Eingliederung von Dorna in die Stadt Grimma
- 1. Januar 1967 Ausgliederung von Dorna aus Grimma und Eingliederung in Döben
- 1. Juli 1961 Eingliederung von Collmen in Zschadraß
- 1. Mai 1964 Eingliederung von Grottewitz in die Stadt Nerchau
- 1. Januar 1965 Eingliederung von Förstgen in Kössern
- 11. Oktober 1965 Eingliederung von Rohrbach in Belgershain
- 1. Januar 1967 Eingliederung von Grechwitz in Döben
- 1. Januar 1967 Eingliederung von Neunitz in Döben
- 1. Januar 1967 Eingliederung von Motterwitz in Dürrweitzschen
- 1. Januar 1969 Eingliederung von Bahren in Golzern/Mulde
- 1. Januar 1969 Eingliederung von Commichau in Zschadraß
- 1. Januar 1970 Eingliederung von Pöhsig in Ragewitz
- 1. Oktober 1970 Eingliederung von Großbuch in Otterwisch
- 1. Januar 1971 Eingliederung von Roda in die Stadt Mutzschen
- 1. Juli 1972 Eingliederung von Wagelwitz in Cannewitz
- 1. Juli 1972 Eingliederung von Kleinbardau in Großbardau
- 1. Januar 1973 Eingliederung von Kuckeland in Leipnitz
- 1. Januar 1973 Eingliederung von Bröhsen in Ragewitz
- 1. Juli 1973 Eingliederung von Schkortitz in Höfgen
- 1. Dezember 1973 Eingliederung von Hohnbach in die Stadt Colditz
- 1. Januar 1974 Eingliederung von Köhra in Belgershain
- 1. Januar 1974 Eingliederung von Bernbruch in Großbardau
- 1. Januar 1974 Eingliederung von Göttwitz in die Stadt Mutzschen
- 1. Januar 1974 Eingliederung von Thierbaum in Nauenhain
- 1. Januar 1974 Umgliederung von Ballendorf aus dem Kreis Grimma in den Kreis Geithain
- 1. März 1991 Ausgliederung von Bockwitz in Zschadraß
- 1. März 1991 Zusammenschluss von Schönbach und Sermuth zu Sermuth-Schönbach
- 1. Januar 1993 Eingliederung von Prösitz in die Stadt Mutzschen
- 1. Oktober 1993 Eingliederung von Albrechtshain in die Stadt Naunhof
- 1. Januar 1994 Ausgliederung von Thierbaum aus Nauenhain und Eingliederung in die Stadt Bad Lausick
- 1. Januar 1994 Ausgliederung von Wagelwitz aus Cannewitz und Eingliederung in die Stadt Mutzschen
- 1. Januar 1994 Umgliederung der Stadt Bad Lausick aus dem Landkreis Geithain in den Landkreis Grimma
- 1. Januar 1994 Zusammenschluss von Grethen Großsteinberg, Klinga und Pomßen zu Parthenstein
- 1. Januar 1994 Eingliederung von Buchheim, Ebersbach, Etzoldshain, Glasten und Lauterbach in die Stadt Bad Lausick
- 1. Januar 1994 Eingliederung von Döben und Höfgen in die Stadt Grimma
- 1. Januar 1994 Eingliederung von Sermuth-Schönbach, Kössern und Leisenau in Großbothen
- 1. Januar 1994 Eingliederung von Ammelshain in die Stadt Naunhof
- 1. Januar 1994 Eingliederung von Cannewitz, Fremdiswalde und Golzern/Mulde in die Stadt Nerchau
- 1. Januar 1994 Eingliederung von Neichen und Seelingstädt in die Stadt Trebsen/Mulde
- 1. März 1994 Zusammenschluss von Böhlen, Dürrweitzschen, Leipnitz, Ragewitz und Zschoppach zu Thümmlitzwalde
- 1. März 1994 Eingliederung von Ballendorf in die Stadt Bad Lausick
- 1. März 1994 Eingliederung von Beiersdorf in die Stadt Grimma

Am 17. Mai 1990 wurde der Kreis in Landkreis Grimma umbenannt. Anlässlich der Wiedervereinigung wurde der Kreis durch das Ländereinführungsgesetz dem wiedergegründeten Land Sachsen zugesprochen. Bis zur ersten Kreisgebietsreform in Sachsen wurde die äußere Struktur beibehalten. Bei dieser Kreisgebietsreform ging der Kreis am 1. August 1994 im Muldentalkreis auf.

## Wirtschaft und Verkehr

Ehrengeschenk in der DDR – Schmuckteller aus Colditzer Porzellan zu 20 Jahre Zivilverteidigung im Kreis Grimma mit dem Rathaus Grimma

In den Städten waren Industriebetriebe der Verbrauchsgüter-, der metallverarbeitenden und der Grundstoffindustrie angesiedelt. Dazu gehörten Fabriken für Chemieanlagen, Elektroschaltgeräte, Papier-, Leder- und Webwaren sowie Oberbekleidung in Grimma, Farbenindustrie in Nerchau, Keramikindustrie (VEB Vereinigte Porzellanwerke, VEB Silikatwerk Brandis) in Colditz sowie die VEBs Zellstoff und Papierfabriken, Elektrogeräte, Getreidewirtschaft und Splittwerke in Trebsen. In der Landwirtschaft überwog auf den ertragreicheren Lößböden im Osten der Weizen-, Zuckerrüben- und Futterpflanzenanbau, im Westen des Kreises nahm der Anbau von Roggen und Kartoffeln zu. Die erste Gärtnerische Produktionsgenossenschaft (GPG) im Bezirk Leipzig wurde 1958 in Dürrweitzschen gegründet. Die kooperative Abteilung Obstproduktion war eines der vier geschlossenen Obstanbaugebiete der DDR. Der Naunhofer Forst und die durch Kiesabbau entstandenen Seen waren Naherholungsgebiete für das nahe Leipzig.
Der Landkreis Grimma lag verkehrsgünstig. Im Norden verlief die Autobahn Leipzig–Dresden, im Süden bei Colditz tangierte die F 176 auf ca. fünf Kilometer den Kreis. Der in der Mitte des Landkreises gelegene Ort Großbothen war Knotenpunkt der Eisenbahnstrecken Borsdorf–Döbeln–Coswig und Großbothen–Glauchau.

## Bevölkerungsdaten der Städte und Gemeinden
Bevölkerungsübersicht aller 43 Gemeinden des Kreises, die 1990 in das wiedergegründete Land Sachsen kamen.
| AGS      | Gemeinde             | Einwohner  | Einwohner  | Fläche (ha) |
| AGS      | Gemeinde             | 03.10.1990 | 31.12.1990 | 31.12.1990  |
| 14030010 | Albrechtshain        | 409        | 409        | 473         |
| 14030020 | Altenhain            | 823        | 825        | 1.103       |
| 14030030 | Ammelshain           | 753        | 745        | 762         |
| 14030060 | Beiersdorf           | 540        | 538        | 668         |
| 14030070 | Belgershain          | 1.385      | 1.369      | 1.613       |
| 14030090 | Bockwitz             | 142        | 142        | 420         |
| 14030100 | Böhlen               | 637        | 626        | 530         |
| 14030120 | Cannewitz            | 620        | 628        | 1.166       |
| 14030130 | Colditz, Stadt       | 6.349      | 6.257      | 2.936       |
| 14030150 | Döben                | 1.168      | 1.164      | 843         |
| 14030160 | Dürrweitzschen       | 1.012      | 1.003      | 694         |
| 14030170 | Etzoldshain          | 257        | 247        | 506         |
| 14030180 | Fremdiswalde         | 569        | 569        | 1.194       |
| 14030190 | Fuchshain            | 645        | 642        | 810         |
| 14030200 | Glasten              | 283        | 281        | 1.361       |
| 14030220 | Golzern/Mulde        | 752        | 745        | 683         |
| 14030230 | Grethen              | 457        | 463        | 734         |
| 14030240 | Grimma, Stadt        | 17.938     | 17.698     | 2.787       |
| 14030250 | Großbardau           | 1.640      | 1.645      | 2.497       |
| 14030260 | Großbothen           | 1.718      | 1.720      | 1.103       |
| 14030280 | Großsteinberg        | 1.204      | 1.211      | 858         |
| 14030290 | Höfgen               | 445        | 454        | 808         |
| 14030320 | Klinga               | 692        | 686        | 670         |
| 14030340 | Kössern              | 615        | 616        | 494         |
| 14030360 | Lauterbach           | 376        | 374        | 468         |
| 14030370 | Leipnitz             | 594        | 593        | 2.241       |
| 14030380 | Leisenau             | 269        | 268        | 335         |
| 14030390 | Mutzschen, Stadt     | 1.823      | 1.822      | 1.706       |
| 14030400 | Naunhof, Stadt       | 4.870      | 4.823      | 1.901       |
| 14030410 | Neichen              | 509        | 505        | 633         |
| 14030420 | Nerchau, Stadt       | 2.899      | 2.849      | 1.205       |
| 14030430 | Otterwisch           | 1.377      | 1.359      | 2.274       |
| 14030450 | Pomßen               | 688        | 690        | 1.232       |
| 14030460 | Prösitz              | 235        | 237        | 919         |
| 14030470 | Ragewitz             | 943        | 931        | 1.265       |
| 14030500 | Schönbach            | 703        | 700        | 735         |
| 14030510 | Seelingstädt         | 769        | 766        | 752         |
| 14030520 | Sermuth              | 637        | 631        | 670         |
| 14030530 | Tanndorf             | 568        | 565        | 413         |
| 14030550 | Threna               | 474        | 453        | 665         |
| 14030560 | Trebsen/Mulde, Stadt | 2.532      | 2.512      | 996         |
| 14030580 | Zschadraß            | 1.290      | 1.276      | 664         |
| 14030590 | Zschoppach           | 595        | 585        | 877         |
| 14030000 | Landkreis Grimma     | 63.204     | 62.622     | 45.667      |

## Kfz-Kennzeichen
Den Kraftfahrzeugen (mit Ausnahme der Motorräder) und Anhängern wurden von etwa 1974 bis Ende 1990 dreibuchstabige Unterscheidungszeichen, die mit dem Buchstabenpaar SJ begannen, zugewiesen. Die letzte für Motorräder genutzte Kennzeichenserie war UE 00-01 bis UE 40-00.
Anfang 1991 erhielt der Landkreis das Unterscheidungszeichen GRM. Es wurde bis zum 31. Dezember 1994 ausgegeben. Aufgrund der Kennzeichenliberalisierung ist es seit dem 9. November 2012 im Landkreis Leipzig erhältlich.